# Stan Lauryssens
Stan Lauryssens (né en 1946 à Anvers) est un écrivain, romancier, essayiste et journaliste belge de langue néerlandaise. Il vit à Anvers et à Londres.

## Biographie
En tant que journaliste dans les années 1970 et 1980, Stan Lauryssens voyage de par le monde pour interviewer, entre autres, Jack Higgins, Harold Robbins, Catherine Cookson, Konsalik, Thor Heyerdahl, Charles de Gaulle et Andy Warhol.
Il a eu de longs entretiens avec des proches, des partisans et des complices d'Hitler : Karl Dönitz, Sir Oswald Mosley, Leni Riefenstahl, la famille d'Adolf Eichmann, et Otto Günsche. Il a publié cinq livres sur les nazis. En 1975, dans Opmars naar het Vierde Rijk (traduction littérale : Marche en avant vers le Quatrième Reich), il dénonce le réseau nazi, appelé Groupe Naumann, mis sur pied après guerre par Werner Naumann et Herbert Lucht. Le livre est l'une des sources d'inspiration du roman Millénium de Stieg Larsson.[réf. nécessaire]
Le premier thriller de Stan Lauryssens, Zwarte sneeuw (Black Snow), remporte le Prix Hercule Poirot 2002 pour le meilleur roman policier de l'année.
Lauryssens a aussi écrit le livre Ma vie criminelle avec Salvador Dalí (Dalí en ik, 1998 : trad. littérale : Dalí et moi) au sujet de ses "expériences" avec le peintre surréaliste. Selon son propre site, il a fait de la prison pour avoir vendu de faux tableaux de Dali. Toutefois, selon l'intéressé, il ne s'agirait là que d'un simple canular "surréaliste" de sa part. Il en a d'ailleurs tiré la matière à un livre: “Dali and I, The Surreal Story” qui pourrait servir de matière à un film avec Al Pacino.
Presque toutes ses œuvres sont parus en édition originale aux Éditions Manteau.

## Œuvre
- Celdagboek uit Doornik (1972), sous le pseudonyme André de l'Escaut
- De Flandriens : achter de schermen van de wielersport (1973)
- Opmars naar het Vierde Rijk (1975)
- De Eichmann-erfenis (1976)
- De man in de chacra : op het spoor van Dr. Josef Mengele (1977)
- De dubbelganger (1978)
- Salvador Dalí : het boeiende leven van de beroemdste kunstenaar aller tijden (1983)
- Kunst kopen : óók een kunst (1983)
- Dalí en ik (1998)  (ISBN 978-90-5617-171-1) Publié en français sous le titre Ma vie criminelle avec Salvator Dalí, Paris, Éditions de L'Archipel, 2010
- De fatale vriendschappen van Adolf Eichmann (1998)
- De Schurken fabriek : Hemingway en het FBI in Cuba (1999)
- Costa del crimen : achter Spaanse tralies (1999)
- Mijn Heerlijke nieuws wereld : leven in liefdes van Maria Nys Huxley (2001)
- Zwarte sneeuw (2002)
- Dode lijken (2003)
- De man die het Derde Rijk uitvond (2003) Publié en français sous le titre L'Homme qui a inventé le Troisième Reich : l'incroyable destin d'Arthur Moeller Vand der Bruck, Paris, M. Lafon, 2000
- Rode rozen (2004)
- Doder dan dood (2005)
- Bloter dan bloot (2005)
- Geen tijd voor tranen (2006)
- Wie vroeg sterft (2007)
- Bloedrozen (the Dalí Killings) (2009)
- Dalí : opkomst en ondergang van een geniale gek (2010)
- Adolf Eichmann : Boekhouder van de dood (2010)
- Moord op de Kalmthoutse Heide (2011)
- Dromen zijn bedrog (2011)
- Vermist. Lotte, je dochter (2011)
- Alle dagen curry en seks op zondag (2012)
- Lotte, 17 jaar, blond, blauwe ogen (2012)
- In de Schaduw van de Feniks (2012)
- Cleo, 15 jaar, rood haar, vader onbekend (2013)
- Beeing Poirot (2013)
- Het dode meisje (2014)